# 1921 في أستراليا
فيما يلي قوائم الأحداث التي وقعت خلال عام 1921 في أستراليا.

## سياسة

### تعيين في المنصب
- 21 ديسمبر – ستانلي بروس أمين صندوق أستراليا [الإنجليزية]‏.

### انتهاء فترة المنصب
- 10 ديسمبر – جوزيف كوك عضو مجلس النواب الأسترالي.

## رياضة
- 1 يناير – البطولات الأسترالاسية 1921

## مواليد

### يونيو
- 8 يونيو – إيفان ساوثول كاتب للأطفال أسترالي.
- 21 يونيو – مارجريت فيلمان مهندسة معمارية أسترالية.

### يوليو
- 26 يوليو – ريج ديت لاعب كرة قدم أسترالي.